# 江東区立深川第三中学校
江東区立深川第三中学校（こうとうくりつ ふかがわだいさんちゅうがっこう）は、東京都江東区越中島に所在する区立中学校。

## 概要
1947年に開校。通称は深川三中若しくは三中。全校生徒数は639名・18学級編成（1年：6学級209名・2年：6学級217名・3年：6学級213名、2011年4月5日現在）。近隣の越中島小学校（本校に隣接）・平久小学校・臨海小学校・数矢小学校からの生徒が多数を占めるが、近年の学校選択制により区内では人気校として認識されている為他学区から流入する生徒もおり、抽選では毎年高倍率となっている。部活動が盛んで、都大会・関東大会へ出場する部も多く見受けられる(吹奏楽部が江東区で初の都大会出場が決定している2012年7月28日現在）。　部活動が盛んで、水泳部や陸上競技部が全国大会に出場を果たし、中には入賞もしている。
そして、平成18年3月31日からは、老朽化した校舎を改築するに伴い、越中島から南砂仮校舎に移転している。約2年後の平成20年2月中旬に待望の新校舎が完成し、3月上旬に元の住所、越中島に移転している。
6月14日には、新校舎落成記念式典を挙行。
11月15日には開校60周年記念式典が盛大に行われた。2011年度は日比谷高校に7名合格を出し、最多合格校となった。
2014年1月27日には長年にわたる英会話教育のALTを派遣しているBritish Councilからの訪問として英国大使が来校した。

## 部活動

### 運動部
- 野球部
- 陸上競技部
- 水泳部
- 剣道部
- バスケットボール部
- バレーボール部
- ソフトテニス部
- バドミントン部
- サッカー部

### 文化部
- 演劇部
- 美術部
- パソコン部
- 華道部
- 茶道部
- 吹奏楽部
- ものづくり部

## 学校行事
- 移動教室
- 修学旅行（京都・奈良）
- 運動会
- 合唱コンクール
- 文化祭
- 都内遠足
- 卒業遠足

## 交通
- 東京メトロ東西線・都営地下鉄大江戸線門前仲町駅徒歩8分
- 東日本旅客鉄道（JR東日本）京葉線越中島駅徒歩3分
- 都営バス「都立三商前」バス停

## 著名な卒業生
- 赤塚真人（俳優）
- 安斎育郎（立命館大学特命教授・名誉教授）
- 飯島栄治（将棋棋士）
- 井上亘（元プロレスラー）
- ケンブリッジ飛鳥（陸上競技選手）
- サンボ浅子（元プロレスラー）
- 高野光（元プロ野球選手）
- 濱口富士雄（群馬県立女子大学教授）
- 仁美凌（元女優）
- 松永天馬（詩人・ミュージシャン、アーバンギャルドリーダー）
- 富岡茂永（富岡八幡宮宮司）